# Juribej (penisola di Gyda)
Lo Juribej (in russo Юрибей?) è un fiume della Russia siberiana occidentale tributario del mare di Kara. Scorre nella penisola di Gyda, nella parte settentrionale del Bassopiano della Siberia occidentale, nel territorio del Tazovskij rajon del Circondario autonomo Jamalo-Nenec. Da non confondere con l'omonimo fiume della penisola Jamal.
Il fiume scorre con direzione  mediamente nord-orientale. Sfocia nella Baia della Gyda (Mare di Kara). La sua lunghezza è di 479 km; il bacino è di 11 700 km². Il canale in alcune zone è molto tortuoso, nel bacino sono presenti molti laghi. Da ottobre a giugno è ricoperto di ghiaccio.